# اریکسون نیکولا تسلا
اریکسون نیکولا تسلا (به کرواتی: Ericsson Nikola Tesla) شرکت مخابراتی کروات است، که در زمینه تولید زیرساخت‌های شبکه‌های تلفن همراه، تجهیزات ارتباطاتی، انتقال پهنای‌باند و داده‌های چندرسانه‌ای فعالیت می‌نماید.
شرکت اریکسون نیکولا تسلا در سال ۱۹۴۹ تحت نام نیکولا تسلا کورپوریشن توسط دولت جمهوری فدرال سوسیالیستی یوگسلاوی تأسیس شد. این شرکت از سال ۱۹۵۳ مشارکت با شرکت سوئدی اریکسون را آغاز کرد و از سال ۱۹۷۷ شروع به تولید قطعات تحت لیسانس اریکسون نمود.
از سال ۱۹۹۲ در پی استقلال کرواسی، فرایند خصوصی‌سازی نیکولا تسلا کورپوریشن آغاز شد و در ۱۹۹۴ شرکت اریکسون اقدام به خریداری اکثریت سهام این شرکت نمود و در ۱۹۹۵ نیز نام آن، به فرم فعلی تغییر پیدا کرد. شرکت اریکسون نیکولا تسلا هم‌اکنون زیرمجموعه‌ای از شرکت اریکسون بشمار می‌آید.
دفتر مرکزی این شرکت در شهر زاگرب، کرواسی قرار دارد و بخشی از سهام آن در بازار بورس زاگرب معامله می‌شود.